# Mesacanthotelson tasmaniae
Mesacanthotelson tasmaniae är en kräftdjursart som först beskrevs av Thomsom 1894.  Mesacanthotelson tasmaniae ingår i släktet Mesacanthotelson och familjen Phreatoicidae. Inga underarter finns listade i Catalogue of Life.